# A.S.Adventure
A.S.Adventure is een Belgische kleding-winkelketen met meer dan 50 winkels in België, Frankrijk en Luxemburg. De winkelketen werd in de jaren 1950 opgericht door de familie Lathouwers en was de voortzetting van de ijzerwinkel die de familie in 1937 was begonnen.

## Geschiedenis
De oorspronkelijke naam van de keten was "A.S.", wat staat voor "Amerikaanse stock". Het assortiment was gericht op overtollig Amerikaans legermateriaal. In de jaren 60 waren er vijf vestigingen, maar vanaf de jaren 70 werd de concurrentie van bouwmarkten zo groot dat er naar een ander concept moest worden gezocht. In 1995 werd in Schoten uiteindelijk gestart met de eerste outdoorwinkel, onder de naam A.S.Adventure.
In 1998 werd de helft van de aandelen verkocht aan Mitiska. Twee jaar later werd het Britse Cotswold overgenomen en in 2007 het Nederlandse Bever Zwerfsport. In 2007 verkochten Mitiska en Lathouwers het bedrijf aan Lion Capital, waarbij Lathouwers 10% van de aandelen in bezit hield.
In 2017 volgde nog de overname van de Duitse branchegenoot McTrek.
Anno 2023 maakt de keten onderdeel uit van Retail Concepts NV.